# کبوتر (صورت فلکی)
کبوتر (Columba) یکی از صورت‌های فلکی آسمان جنوبی است که در عربی به آن حمامة و در انگلیسی به آن (dove) می‌گویند.

این صورت فلکی کوچک در جنوب صورت‌های فلکی خرگوش و سگ بزرگ است. کبوتر در سال ۱۶۷۹ توسط آگوستین رویر از سگ بزرگ جدا شد. این صورت فلکی همچنین در غرب خود صورت فلکی کشتی‌دُم را دارد.